# Cossulus irani
Cossulus irani is een vlinder uit de familie van de houtboorders (Cossidae). De wetenschappelijke naam van de soort is voor het eerst als Cossus irani geldig gepubliceerd door Franz Daniel in 1937.